# الدوري الأمريكي لكرة السلة للمحترفين 1978–79
الدوري الأمريكي لكرة السلة للمحترفين 1978–79 (بالإنجليزية: 1978–79 NBA season)‏ هو موسم من إن بي أي. أقيم خلال الفترة 13 أكتوبر 1978 وحتى 1 يونيو 1979، وأشرف على تنظيمه إن بي أي، وفاز فيه سياتل سوبرسونيكس.